# Apis (gènere)
Apis és un gènere d'himenòpters apòcrits de la família dels àpids que inclou les abelles amb agulló productores de mel o abelles mel·líferes. Cal destacar que les abelles sense agulló o meliponines (tribu Meliponini) també produeixen mel, encara que no pertanyen al gènere Apis. El gènere Apis és l'únic membre actualment existent dins la tribu Apini.

## Espècies del gènereApis
Pel tipus de niu podem dividir-les en dos grups:
- Les que construeixen els seus propis ruscos en forats, per tant poden ser utilitzades per l'home dins del ruscos artificials i es presten per a una explotació racional moblista (amb quadrats mòbils). Aquest grup l'integren cinc espècies/subespècies: Apis mellifera, Apis cerana, Apis cereana nuluensis, Apis nigrocincta i Apis koschevnikovi, de les quals les dues primeres són explotades en la pràctica de l'apicultura tradicional, podent ser la resta explotades pels nadius com a apicultura caçadora-recol·lectora.

- Les que construeixen els ruscos a l'aire lliure, generalment adherits a branques de plantes, com és els cas d'Apis dorsata, Apis florea i Apis andreniformis (diferenciant-se en l'altura dels llocs de nidificació) o bé les que els construeixen en penya-segats rocosos, adherits a la pedra com és el cas d'Apis laboriosa.

## Sistemàtica del gènereApis

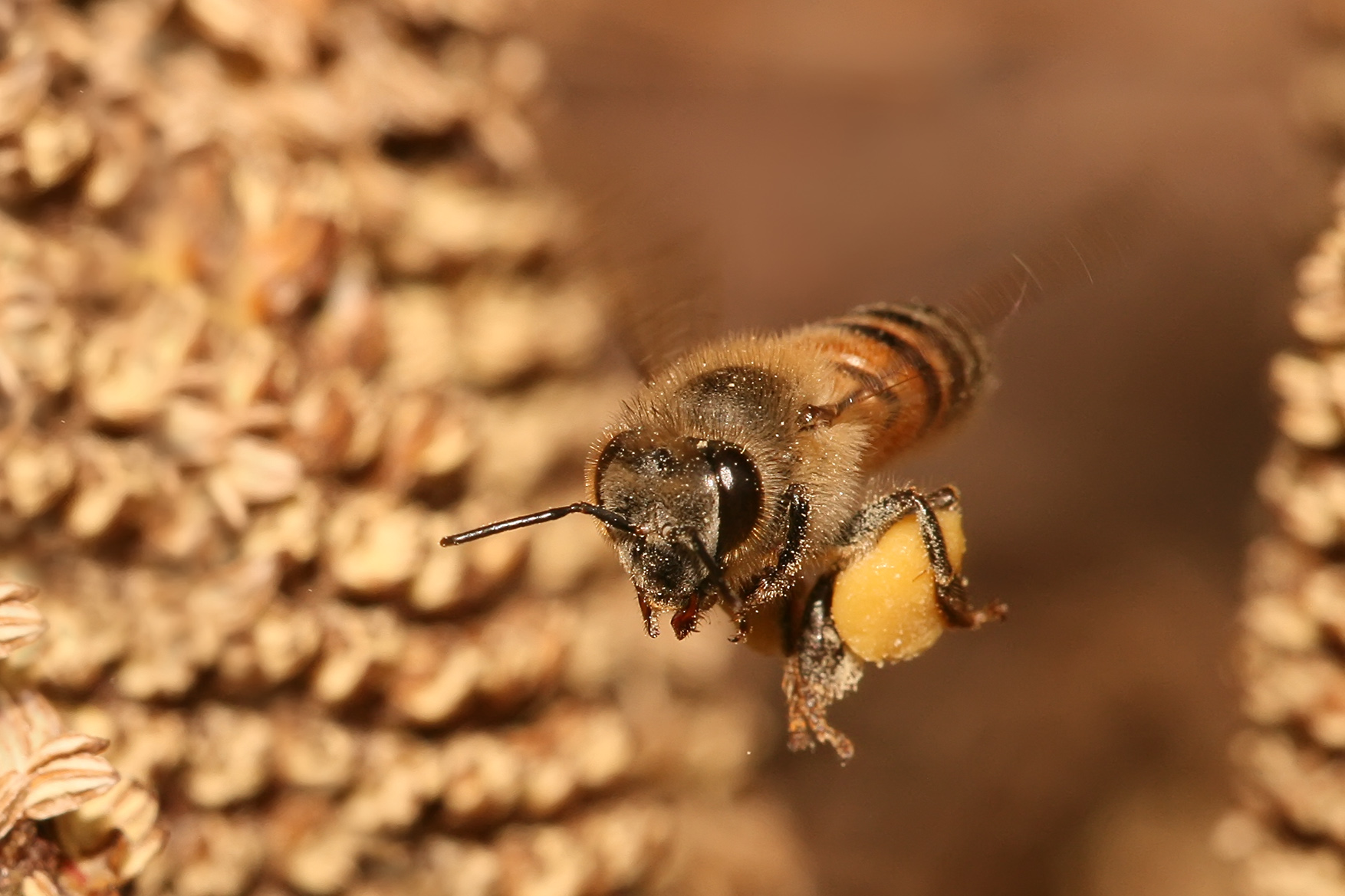
Abella de la mel portant pol·len entre les potes

Les abelles mel·líferes del gènere Apis comprenen 7-8 espècies:
- Apis andreniformis - abella asiàtica mel·lífera petita fosca.
- Apis cerana - abella de la mel asiàtica.
- Apis dorsata - abella de la mel asiàtica gegant.
- Apis florea - abella de la mel asiàtica petita.
- Apis koschevnikovi - abella de Koschevnikov, a Borneo, Malàisia e Indonèsia.
- Apis laboriosa - abella mel·lífera de l'Himàlaia o abella mel·lífera de les roques, a vegades considerada uns subespècie d'Apis dorsata.
- Apis mellifera - abella de la mel.
- Apis nigrocincta - abella mel·lífera de las Filipines.

## Origen de les espècies del gènereApis

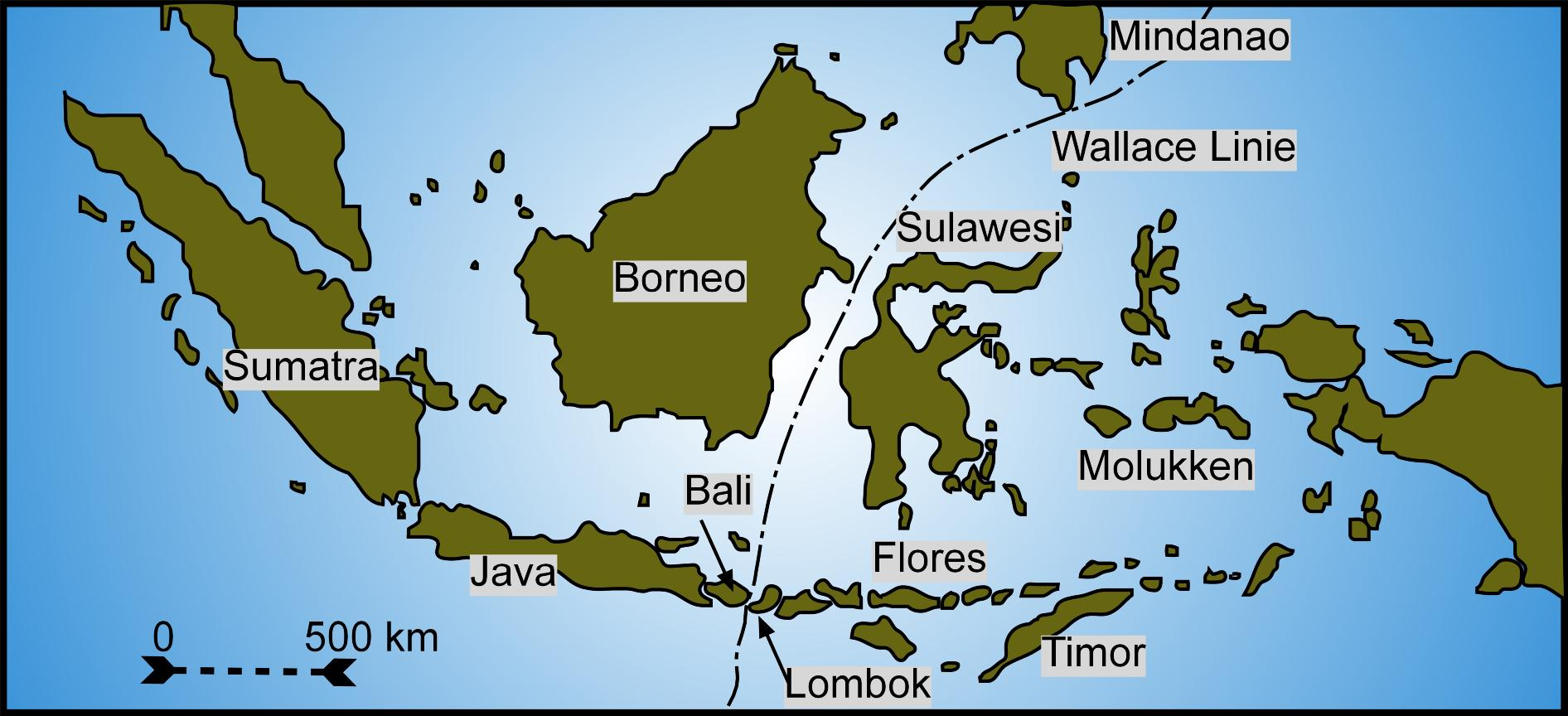
Línia de Wallace

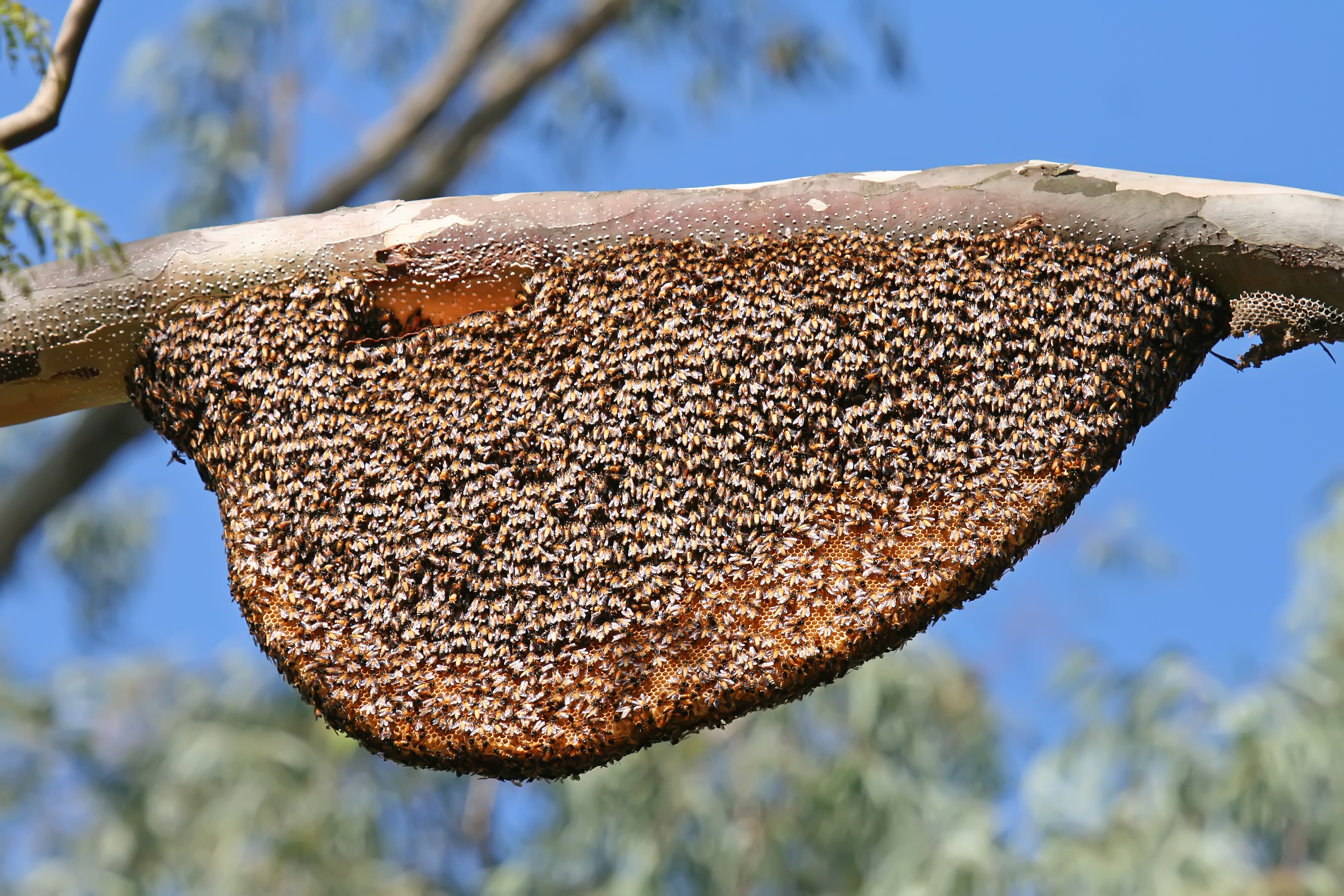
Rusc dApis dorsata

El gènere Apis sens dubte té el seu centre d'origen evolutiu a l'Àsia i és la Línia de Wallace la que ha deixat fauna, notablement diferent a cada costat, tot i la proximitat geogràfica i la relativa similitud climàtica, reflecteix històries evolutives separades. La línia passa entre les illes de Bali i Lombok, a l'est de Java; continua entre Borneo, que queda a l'oest, i les Cèlebes i passa al sud de les Filipines. Al nord-oest de la línia la fauna és la característica del Sud-est asiàtic; al sud-est és l'austroasiàtica, que s'estén sobre Nova Guinea, Austràlia i molts arxipèlags del Pacífic sud occidental.
Entre 1854 i 1862, Alfred Russel Wallace, va viatjar per Insulíndia (els arxipèlags del Sud-est Asiàtic) recollint espècimens. Wallace va recollir les seves experiències en el llibre "L'arxipèlag malai", publicat l'any 1869. Una aportació senyalada i duradora d'aquest període és un límit biogeogràfic molt precís que separa regions florístques i faunístiques molt diferents.
En aquests viatges Wallace va tenir l'oportunitat de col·lectar una Megachile pluto, que és l'abella més gran del món.
Estudis recents adjudiquen a la pujada i la baixada del nivell del mar, en alguns casos amb diferències de fins a 160 metres, durant el Plistocè, la causa de l'especiació. D'allà es va dispersar pel continent ocupant primer Àsia, Àfrica i després Europa.

## L'abella a la cultura
L'abella ha estat usada per l'ésser humà com a símbol degut a la seva vida en comunitat. Per això en diversos tractats sobre sociologia o política s'ha comparat la societat amb un rusc on cadascú té assignada una funció. El seu vol ha estat estudiat com a exemple de sistema de comunicació no verbal, per contraposar-lo al llenguatge humà o els sons emesos per altres animals.
La dinastia merovíngia va usar l'abella com a emblema, símbol que va ser recuperat per Napoleó per atorgar-se legitimitat històrica. Aquest emblema feia al·lusió a la resurrecció o vida eterna, creença hereva de la mitologia micènica i oriental, on l'abella feia de pont entre el món terrestre i l'altre.
Les abelles s'associen sobretot amb la mel, per tant envolten tot allò relacionat amb la dolçor. En aquest sentit han aparegut com a metàfora per referir-se als poetes, envoltant donzelles en l'art o com a marca publicitària. Igualment s'associen a la primavera, per això sovint estan presents a representacions gràfiques de flors. Com a atribut iconogràfic, acompanyen els sants Joan Crisòstom i Ambròs de Milà.